# Hillsview
Hillsview é uma cidade  localizada no estado norte-americano de Dacota do Sul, no Condado de McPherson.

## Demografia
Segundo o censo norte-americano de 2010, a sua população era de 3 habitantes, o mesmo número desde o censo de 2000.

## Geografia
De acordo com o United States Census Bureau tem uma área de
1,6 km², totalmente coberta por terra. Hillsview localiza-se a aproximadamente 564 m acima do nível do mar.

## Localidades na vizinhança
O diagrama seguinte representa as localidades num raio de 32 km ao redor de Hillsview.